# Selenops spixi
Selenops spixi là một loài nhện trong họ Selenopidae.
Loài này thuộc chi Selenops. Selenops spixi được miêu tả năm 1833 bởi Perty.